# Роми чергари
Роми чергари, познати и као Цигани чергари, назив за Роме који живе номадским начином живота, селећи се од места до места, односно под шатором (чергом). Оваквим начином живота вероватно су живели од када су, према најновијим истраживањима, пре око 900 година напустили своју постојбину у Индији. Неке ромске заједнице прихватиле су седелачки начин живота и они се у неким крајевима називају Калоперима. Оне заједнице које се и даље селе од места до места називају се Чергарима. Тамо где је то било могуће, Роми су наставили са својим номадским животом, али у многим случајевима, поготово у источној Европи, они живе седелачким животом у готово неподношљивим животним условима. И
дан данас постоје сукоби између Рома и седелачког становништва које живи око њих. Уобичајене жалбе су да Роми краду и да живе од социјалне помоћи.

## Етимологија
Реч черга је турског порекла (тур. çerge) и значи шатор. На просторима Србије, када се каже чергар обично се мисли на Роме који  живе под великим шаторима направљеним од непромочивог материјала, међутим појам чергар односи се на сваку особу која живи номадским начином живота, што подразумева да нема стално место боравка, већ да мигрира из једног места у друго.

## Историја
Један документ из 1422. године, пронађени у Форлију у Италији, потврђује да су и у то време Роми знали да је Индија земља из које потичу. Новија истраживања, нарочито блискоисточних а пре свега арапских докумената, показују да су Роми али и други, за њихово индијско порекло знали још у седмом или осмом веку. О томе када су, како и зашто напустили Индију постоје бројне претпоставке које су очуване и кроз њихове бројне легенде, које неретко шире и предрасуде о разлозима њихових лутања. Индијско порекло Рома потврђују и новија генетска истраживања. Нека од новијих истраживања такође показују да су Роми потомци заробљеника узетих у робље од стране муслиманских освајача северне Индије, који су временом развили посебну културу. Забележено је да је Махмуд од Газнија узео пола милиона ромских заробљеника током турско-персијске инвазије на Синд и Пенџаб у Индији. 
Зашто се Роми нису вратили у Индију, бирајући уместо тога да лутају на запад, у земље Европе и даље је загонетка која може бити повезана са војном службом под муслиманима, или одбијањем да се врате у понижавајућу кастинску беду из које су дошли. Роми, као вечити номади, ни до дан данас немају своју домовину, већ су разасути по целом свету. Неки од њих прихватају седелачки начин живота и зову се Калопери (у Босни), а они који се и даље селе од места до места називају се Чергари.

### Роми Чергари у Србији
Према до сада познатим документима, први Роми појавили су се на просторима Европе 1322. године као ромска циркуска трупа. Допутовала је из Египта у Цариград, а бројала је 20 артиста који су изводиле смртоносне игре у арени. Та је трупа 1323. из Цариграда, преко Тракије, дошла у Македонију, а потом у Србију. У то време Србијом је владао краљ Стефан Урош II (Стефан Дечански). Грчки историчар Нићифор Григора описао је тај циркус у својој књизи „Историја Византије”. На основу тих извора Станоје Станојевић и други српски историчари тврде да је та циркуска дружина дошавши у Србију изводила  исте представе које је приказала у Цариграду, а које је описао Григора и да их је гледала и српска публика у Призрену, Скопљу, Неродимљу и другим градовима. Из Србије је та ромска циркуска трупа отпутовала некуда на Запад, највероватније у Шпанију. Овај запис се може сматрати првим сигурним писаним поменом Рома на просторима Србије. У наредних век и по забележено је само неколико писаних трагова о боравку Рома у Србији. Тек из времена када су Турци освојили Србију потичу први поуздани документи који помињу и Роме. Најстарији сачувани турски попис Рома с простора Србије датира из 1491. године. Све до 19. века, положај Рома у Османском царству био знатно повољнији него у хришћанским земљама западне Европе. Иако су и тада били социјално маргинализовани, изоловани и стигматизовани, Роми су уживали какву-такву правну заштиту и нису трпели систематске прогоне и погроме. Исто важи и за Србију као османску провинцију, како пре тако и после стицања аутономије.
Под турском влашћу у Србији Роми Чергари су, као и остало локално, немуслиманско становништво, плаћали порез, без обзира да ли су били хришћанске или муслиманске вероисповести, што је био својеврстан парадокс. У сврху прикупљања пореза Роми су уписивани у посебне спискове, а наплаћивали су га државни службеници који су се називали џизједари. Да би се наплата осигурала, унутар мањих група од неколико породица или черги одређиван је један представник, церибаша, који је представљао заједницу и својом имовином гарантовао за оне који би избегли плаћање.
У Кнежевини Србији средином 19. века спроведен је, под утицајем сличних процеса у Европи, један вид седентаризације (превођење Рома из номадског живота у седалачки), упркос отпору како локалног становништва, тако и саме власти. До средине 1870-их спроведена је седентаризација већине до тада номадских Рома. Ромима је као надокнада за одрицање од номадског живота давана земља, па је овај процес спроведен без систематске принуде од стране власти.
Данас се Роми се у Србији могу поделити у две групе: 
- Роми чергари или како још себе називају Тамари и Рома царанца (човек из черге) и
- настањени Роми или Арлије, који су у већини и њихови домови се мало разликују од домова локалног становништва.[12]

## Начин живота у чергама
Ромски начин живота у чергама је врло специфичан, иако данас чергара има све мање. Ромска племена у чергама су подељена на кланове састављене од неколико породица. Вође кланова често добијају титулу „цара” или „царице”. Такве титуле одражавају поштовање од стране заједнице. Спорове између Рома решава њихов неформални суд, који доноси одлуке на основу обичаја. Тај суд се изузетно поштује, а једна од најсуровијих казни је прогон из заједнице.
У чергарење ретко иде једна породица, већ увек иду по неколико у групи. Често се крећу по вашарима, где долазе неколико дана раније и у близини вашаришта подигну своје шаторе. Многи долазе на вашар да продају своју робу или да жене прикажу своју вештину гатања, а многи дођу и само да се забаве.
Већина чергара током зиме борави на једном месту. Типичан пример били су коритари (познати још и као карличари или кашикари), који су средином 19. века живели у Србији. Они су се издржавали од израде и продаје дрвених предмета за домаћинство. Док су производили своју робу боравили би на месту где има погодног дрвета и где би добили дозволу локалних власти да га секу, а када би произвели довољно залиха путовали би по земљи док све не распродају. Зиму су скоро увек проводили на истом месту.

## Занимања Рома чергара
Занимања којима се најчешће баве дају Ромима чергарима посебан печат. Кренувши из Индије и прелазећи преко територије Персије, временом су стекли одређена знања и вештине, које су пренели касније по целом свету. Најчешћа занимања којима се баве су ковачки занат, рударство, дрводељство, плетарство и наравно музика. Ова занимања често су одређивала и њихов нарочити друштвени положај
свуда, па и код нас. Често су им према занимању давали и имена: Ковачи, Котлари или Калдараши, Плетари, Торбари, Мечкари, Бањаши (рудари), Џамбаси (коњари) итд. У Црној Гори су чак ковач и Циганин некада у свакодневном језику били синоними.
Џамбаси се баве се трговином и дресуром коња, док су Мечкари некада водили дресиране мечке по вашарима, где су зарађивали новац тако што би давали ритам даирама, а дресирана животиња је уз тај ритам „играла”. Чак је постојало и веровање да када мечка дође у село да игра, она однесе сву болест. Данас је овакав третман животиња забрањен у већини земаља у свету. Оно по чему су Роми уопште, па самим тим и чергари, најпознатији је музика, а многе Ромкиње се баве и прорицањем судбине, гатањем, врачањем, али и видањем рана уз помоћ лековитих трава.

## Предрасуде
Једна од најчешћих предрасуда везаних за Роме чергаре је та да „краду децу”. Некада је претња „украшће те Цигани” била главно „средство” за плашење непослушне деце. Представа о Ромима као крадљивцима деце стари је расистички стереотип, који се задржао до данашњих дана. Постоји у свим европским и многим ваневропским друштвима и културама.
Убрзо пошто су се у 15. веку појавили у западној Европи, Роми су врло брзо били социјално маргинализовани и стигматизовани, по истом обрасцу по коме се хришћанска заједница односила према Јеврејима. Најтежа од бројних стереотипних оптужби против Јевреја била је да убијају хришћанску децу а њихову крв користе у својим верским ритуалима. А Роми су оптуживани да хришћанску децу краду и продају Јеврејима. Мартин Лутер је у једној проповеди 1528. године, изједначујући Јевреје и Роме као луталице и непријатеље Христа, Роме оптужио између осталог и за крађу деце. Захваљујући бројним истраживањима, данас је познато када и како се оно појавило, које је облике попримало и какве је рецидиве оставило.
Веровање да Роми краду децу се, изгледа, преносило и учвршћивало првенствено преко лепе књижевности. Један немачки аутор је убедљиво показао да се мотив украденог детета не јавља у народним умотворинама, а да се први пут среће у Сервантесовој новели „Циганчица” (шп. La Gitanilla, 1613), а затим пролази кроз безбројне варијације и кулминира у поплави петпарачких романа која траје од краја 18. века, па мање-више све до данас, нарочито у књижевности за децу и младе. С временом, прича о украденом детету постаје све злоћуднија. Док Сервантесову јунакињу Роми одгајају с много љубави и све се завршава хепиендом, у каснијим делима судбина украденог детета се погоршава, а прича о украденом детету постаје педагошко средство и претња непослушној деци. У другој половини 19. века, фикција о украденом детету прелази из литературе у медије и постаје „стварност”. Новине редовно објављују „вести” о детету које су украли Роми, уз навођење датума, места и имена, нудећи тако необориве „доказе” за ова злодела. То, наравно, доводи до повремених моралних паника, па и до насиља према демонизованим Ромима, нарочито од краја 19. и у 20. веку, када веровање о инфериорности и злоћудности Рома добија „научно” утемељење у еугеничким и расним теоријама. Овај процес кулминира у времену између два светска рата и завршава се нацистичким геноцидом над Ромима.
У западној Европи, како у књижевности тако и у медијима, јавља се мотив украденог детета које се приморава да ради и краде. Међутим, у Србији се као битан и обавезан мотив приче о украденом детету јавља и сакаћење. До пред крај 19. века у различитим изворима могу се наћи готово редовне оптужбе Рома за крађу, али не и за крађу деце, упркос чињеници да је и у Србији постојало неко дифузно веровање да Роми краду и децу. Мотив украденог детета се у Србији јавља тек крајем 19. века и то у дневним новинама, у форми „вести”, а затим у петпарачкој литератури, да би се у првој половини 20. века развио у читав један криминалистички жанр. Иако су те вести биле потпуно измишљене, у њима се наводе језиви детаљи о сакаћењу деце. Сталним понављањем у штампи, приче о деци коју су украли и осакатили Роми добијале су на уверљивости и доприносиле стигматизацији ромске популације. Ове вести су, учесталошћу и драматичношћу, изазивали таласе моралне панике, па и масовне хистерије у јавности и често доводиле до излива насиља над осумњиченим Ромима. Оваквих прогона Рома у времену између два светска рата било је свуда у Европи.
Да су ове предрасуде преживеле и до данас сведочи познати случај који се десио 2013. године. Те године је у једном ромском насељу у Грчкој откривена плавокоса девојчица. Породица у којој је девојчица живела одмах је оптужена за отмицу, а медији су је назвали „Плави анђео”. Одмах после овог случаја покренута је права хајка на родитеље Роме који имају плавокосу децу. Иначе, плавокоса ромска деца нису тако честа, али нису ни малобројна, посебно у Великој Британији, односно у Ирској, где су честе везе измећу Рома чергара и Ирских чергара (енгл. Irish Travellers), који нису генетски повезани са Ромима, већ су ирског порекла. Упркос тврдњама наводних отмичара и ромске заједнице у којој су живели да је девојчица неформално усвојена, пошто је напуштена по рођењу, социјалне службе захтевале су ДНК анализу. Иначе, неформално усвајање међу Ромима није реткост, најчешће због сложених бирократских процедура које се Роми најчешће труде да избегну (што није чудно, обзиром на чињеницу да су често изопштени из образовног система). Убрзо је и у другим ромским заједницама у Европи почело одвођење плавокосе деце и захтеви за ДНК анализу. Епилог овог случаја био је да је ДНК анализом установљено је да је девојчица из Грчке биолошко дете ромског пара из Бугарске, а исте резултате дали су и тестови друге плавокосе ромске деце.